# Лінн Вестмореленд
Леон Актон «Лінн» Вестмореленд (англ. Leon Acton «Lynn» Westmoreland; нар. 2 квітня 1950, Атланта, Джорджія) — американський політик з Республіканської партії. Член Палати представників США з 2005 року.
Навчався у Therrell High School в Атланті. З 1969 по 1971 навчався в Університеті штату Джорджія. Він був активним у сфері нерухомості. Вестмореленд обирався до Палати представників Джорджії (1993–2004), очолював меншість Палати (2000–2004).